# Liberalistická bibliografie
Liberalistická bibliografie je seznamem literatury o liberalismu, včetně liberálních klasiků. Samozřejmě se nejedná o seznam kompletní. Téměř všechny názvy jsou uvedeny v originále, v některých případech je uveden originální název i název překladu.

## Liberální klasici
Autoři jsou řazeni víceméně chronologicky.
- Erasmus Rotterdamský (Nizozemsko, 1466-1536): humanismus
  - De pueris instituend (publikováno v roce 1529)

- Niccolo Machiavelli (Itálie, 1469-1527): politická teorie a historie
  - Vladař (Il Principe (1513, vydáno 1532))
  - Rozpravy nad prvními deseti knihami Tita Livia (Discorsi sopra la prima deca di Tito Livio, (1513 –1519))
  - Florentské letopisy (Istorie Fiorentine, (1520 – 1525) , vydáno 1532))
  - O umění válečném (Dell'arte della guerra, (1516 – 1520))

- Baruch Spinoza (Nizozemsko, 1632-1677): etika, systematická filosofie
  - Theologico-Political Treatise, 1670

- John Locke (anglický osvícenec, 1632-1704): kritizoval Descarta, tvrdil, že neexistují žádné vrozené ideje; hlavní představitel empirismu
  - A Letter Concerning Toleration, 1689 
  - The Second Treatise of Civil Government, 1689  Archivováno 5. 11. 2004 na Wayback Machine.

- Voltaire (Francie 1694-1778): historie jako vývoj, racionální vláda
  - Filosofický slovník

- David Hume (Spojené království, 1711-1776): racionální zkoumání společenských a ekonomických zákonitostí
  - An Enquiry Concerning the Principles of Morals, 1751

- Jean-Jacques Rousseau (Francie, 1712-1778): společenská smlouva, národní sebeurčení, vzdělání
  - Du Contrat Social, 1762 (The Social Contract )

- Denis Diderot (Francie, 1713-1784) a mnoho dalších
  - Encyclopédie ou Dictionnaire raisonné des sciences, des arts et des métiers, 1751-1772 {Encyclopaedia, or Reasoned Dictionary of the Sciences, Arts, and Trades )

- Adam Smith (Spojené království, 1723-1790): systematická politická ekonomie* kapitalismus jako technologie zajišťující blahobyt
  - An Inquiry into the Nature and Causes of the Wealth of Nations, 1776 
  - The Theory of Moral Sentiments, 1759

- Charles de Montesquieu (Francie, 1689-1755): filosofie práva
  - De l'esprit des lois, 1748 (The Spirit of the Laws) )

- Sir William Blackstone (Spojené království 1723-1780)
  - Commentaries on the Laws of England (Připomínky k anglickým zákonům)

- Immanuel Kant (německý filosof, 1724-1804)
  - Grundlegung zur Metaphysik der Sitten, 1785 (Fundamental Principles of the Metaphysic of Morals)
  - Kritik der praktischen Vernunft, 1788 - )
  - Zum ewigen Frieden, 1795 
  - Metaphysik der Sitten, 1797 (Metafysikové morálky - )

- Anders Chydenius (Finsko, 1729-1803)
  - Den Nationnale Winsten, 1765 (Národní přesvědčení )

- Thomas Paine (Spojené království/USA, 1737-1809)
  - Rights of Man (Práva člověka), 1791

- - Alexander Hamilton, John Jay & James Madison - FEDERALISTÉ
  - The Federalist Papers, 1787

- Marquis de Condorcet (Francie, 1743-1794)
  - Esquisse d'un tableau historique des progrés de l'esprit humain, 1795

- Jeremy Bentham (Spojené království, 1748-1832)
- Benjamin Constant (Francie, 1767-1830)
  - De l'esprit de conquête et l'usurpation, 1814

- Wilhelm von Humboldt (Německo, 1767-1835)
  - Ideen zu einem Versuch, die Grenzen der Wirksamkeit des Staats zu bestimmen, 1792

- James Mill (Spojené království, 1773-1836)
  - Elements of Political Economy (Prvky politické ekonomie), 1821

- Ralph Waldo Emerson (USA, 1803-1882) Demokratický filosof
  - Self-Reliance
  - Circles
  - Politics
  - The Nominalist and the Realist

- Alexis de Tocqueville (Francie, 1805-1859)
  - De La Démocratie en Amérique, 1831-1840 (Americká demokracie,  Archivováno 11. 4. 1997 na Wayback Machine.)
  - L'Ancien Régime et la Révolution, 1856

- John Stuart Mill (Spojené království, 1806-1873)
  - On Representative Government, 1862
  - On Liberty, 1868

- Jacob Burckhardt (Švýcarsko, 1818-1897): stát podřízen kulturnímu a ekonomickému životu
  - Civiliasace renesanční Itálie

- Herbert Spencer (Spojené království, 1820-1903)
  - The Man versus the State (Člověk versus stát), 1884

- John Dewey (USA, 1859-1952)
  - Liberalism and Social Action, 1935
  - Democracy and Education

- Max Weber (Německo, 1864-1920)
  - Die protestantische Ethik und der 'Geist' des Kapitalismus,1904 (Protestantská morálka a kapitalistická duše ( Archivováno 12. 11. 2006 na Wayback Machine.)

- Leonard Trelawny Hobhouse (Spojené království, 1864-1929)
  - Liberalism, 1  Archivováno 14. 8. 2014 na Wayback Machine.

- Benedetto Croce (Itálie, 1866-1952)
  - Che cos è il liberalismo, 1943

- William Beveridge (Spojené království, 1879-1963)
  - Full Employment in a Free Society (Plná zaměstnanost a svobodná společnost), 1944
  - Why I am a liberal (Proč jsem liberálem), 1945

- Ludwig von Mises (Rakousko, 1881-1973)

- John Maynard Keynes (Spojené království, 1883-1946)
  - The Economic Consequences of the Peace

- Will Durant 1885-1981 s Ariel Durantovou 1898-1981
  - The Story of Civilization (Příběh civilizace)

- José Ortega y Gasset (Španělsko, 1883-1955)
  - La rebelión de las masas, 1930 (Masové povstání)

- Friedrich Hayek (Rakousko, 1899-1992): jeden z nejznámějších liberálních teoretiků
  - The Road to Serfdom, 1944 
  - The Constitution of Liberty, 1960

- Karl Raimund Popper (Rakousko/Spojené království, 1902-1994)
  - The Open Society and Its Enemies, 1946

- Adolf Berle s Gardinerem Meansem
  - The Modern Corporation and Private Property

- Alan Paton (Jihoafrická republika, 1903-1988)
  - Cry, The Beloved Country, 1948

- Raymond Aron (Francie, 1905-1983)
  - Essais sur les libertés, 1965
  - Démocratie et totalitarisme, 1965

- John Kenneth Galbraith (USA, 1908-2006)
  - The Affluent Society, 1958
  - The Liberal Hour, 1960

- Isaiah Berlin (Litva/Spojené království, 1909-1997)
  - Two Concepts of Liberty, 1958
  - Four Essays on Liberty, 1966

- Franklin Delano Roosevelt
  - Inaugural Addresses

- Arthur Schlesinger Jr.
  - The Age of Roosevelt
  - The Cycles in American History

- Jean Paul Sartre (1905-1980)
  - The Flies

- Simone de Beauvoir (France)
  - The Second Sex

- Bruce Ackerman
  - We, The People

- George McGovern
  - The Essential America

- John Rawls (USA, 1921-2002)
  - A Theory of Justice, 1972
  - Political Liberalism, 1996
  - The Law of Nations

- Ralf Dahrendorf (Německo/Spojené království, *1929)
  - Die Chancen der Krise: über die Zukunft des Liberalismus, 1983
  - Fragmente eines neuen Liberalismus, 1987

- Joseph Raz (USA)
  - The Morality of Freedom

- Amartya Sen (Indie, USA, Spojené království)
  - Development as Freedom